# Abdulláh Górán
Abdulláh Górán, kurdsky Ebdulla Goran, sorání عەبدوڵڵا گۆران, nekurdské varianty jména Abdalláh/Abd Alláh/Abdulláh Górán, Abd Alláh Solajmán Gorán (1904 Halabdža, Irák – 18. listopadu 1962 Sulajmáníja, Irák) byl kurdský básník žijící v Iráku, zakladatel kurdské poezie. Psal v dialektu Sorání. Psal hlavně o lásce. V životě byl za členství Kurdské komunistické straně několikrát mučen, z důvodů monarchie. Jako člen iráckého výboru míru a solidarity často cestoval do zemí bývalého Sovětského svazu.